# Tournoi de tennis de Monte-Carlo

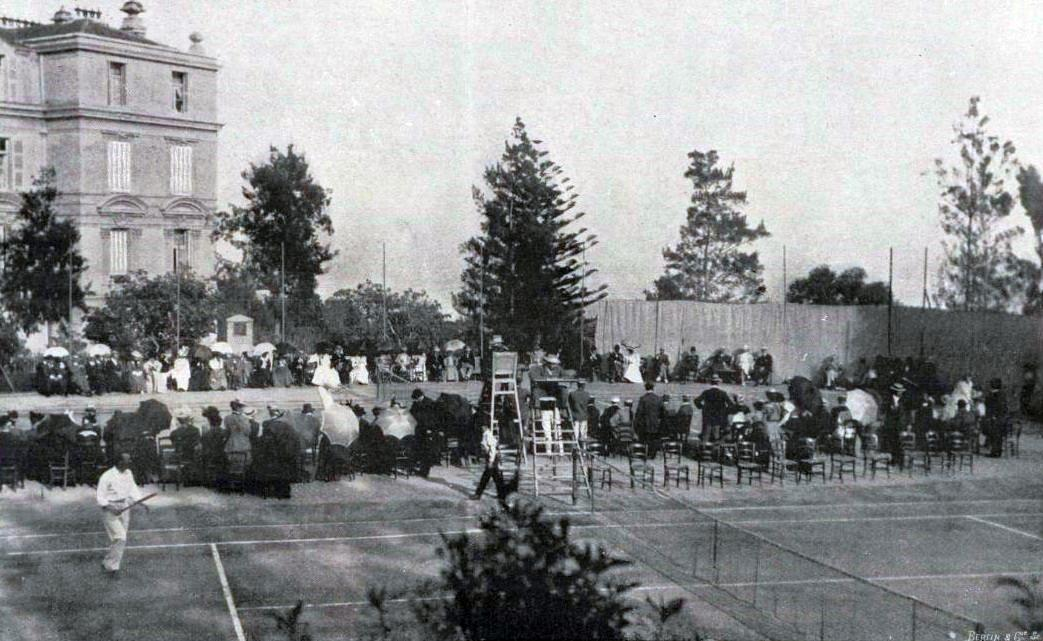
Le premier tournoi de tennis de Monte-Carlo (avril 1897).

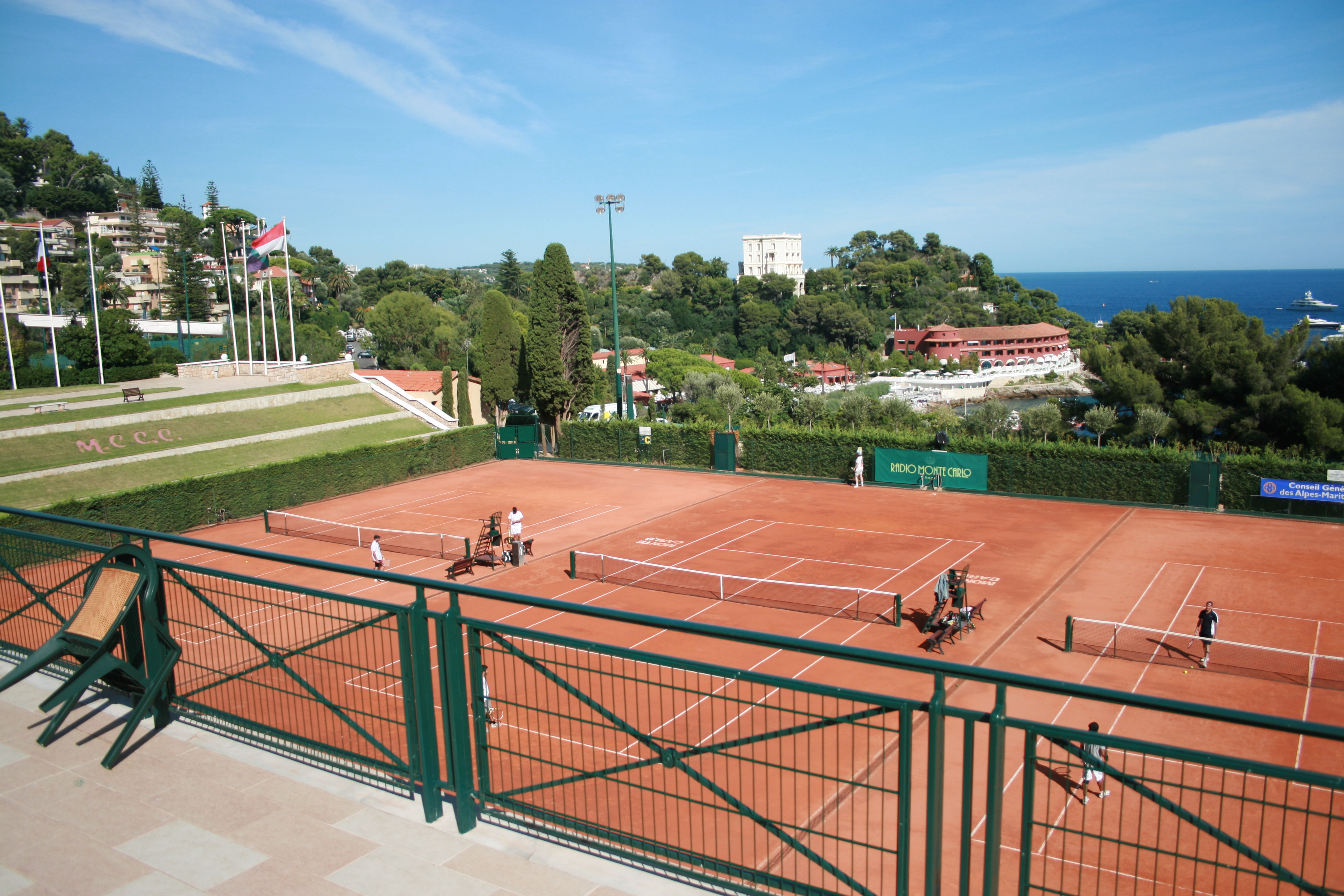
Les courts de tennis du Monte-Carlo Country Club.

Le tournoi de Monte-Carlo ou Rolex Monte-Carlo Masters est un tournoi de tennis professionnel masculin du circuit ATP joué sur terre battue.
Fondé en 1897, il est organisé chaque année depuis 1928 au Monte-Carlo Country Club, situé dans la commune de Roquebrune-Cap-Martin en France. Disputé par des joueurs professionnels depuis 1969, il fait partie des tournois les plus prestigieux du circuit ATP. En 1990, il est intégré à la catégorie des Championship Series Single Week, aujourd'hui appelée Masters 1000.
Rafael Nadal détient le record de titres en simple ayant gagné le trophée à onze reprises de 2005 à 2012, puis de 2016 à 2018.
Un tournoi féminin a été organisé conjointement à l'épreuve masculine jusqu'en 1982.

## Histoire
Créé en 1897, le tournoi de Monte-Carlo se déroule la première fois sur les courts du Lawn Tennis de Monte-Carlo, situés sur le toit des caves à vin de l'Hôtel de Paris à Monaco. L'épreuve fait alors partie des rares compétitions de tennis ayant un statut international, réunissant alors l'élite du tennis britannique et certaines des meilleures raquettes américaines. En effet sous l'impulsion de la reine Victoria lors des années 1890, les britanniques hivernent au bord de la Méditerranée, et participent à l'inofficiel circuit de la Côte d'Azur, série de tournois se déroulant à Nice à partir 1895, Cannes à partir de 1897, Menton à partir de 1902… Le tournoi organise dès le début des compétitions masculines et féminines en catégorie open, double et handicap. En raison de la construction d'une aile de l'hôtel Hermitage situé juste en face, le tournoi déménage en 1905 dans le quartier de La Condamine, avant de s'installer peu après sur le toit du garage Auto-Rivera dans la ville frontalière de Beausoleil. Trois courts entourés de petites tribunes sont construits, ainsi qu'un club-house. Le site est inauguré le 28 janvier 1921 sous le nom du La Festa Country Club.
Cependant, un mécène américain du nom de George Butler, créateur de la marque de cigarettes Pall Mall, considéra que des champions de l'envergure de Suzanne Lenglen ne pouvaient plus se produire dans un lieu aussi indigne. Ainsi, il décida en 1925 de financer la construction d'un nouveau club, soutenu par la principauté et la SBM qui fait l'acquisition d'un terrain de 3,5 hectares sur la commune française de Roquebrune-Cap-Martin, dans le quartier limitrophe de Saint-Roman. La réalisation est confiée à l'architecte Charles Letrosne. La vingtaine de courts en terre battue est bâtie sur plusieurs terrasses accessibles par des escaliers et dont les allées bordées de massifs de fleurs sont protégées par des pergolas recouvertes de plantes.
Les nouveaux courts sont inaugurés le 27 février 1928 par le duc de Connaught en présence du Prince Louis II, puis renommés en Monte-Carlo Country Club au mois de décembre. Les principales épreuves qui s'y disputent sont les Championnats internationaux de Monte-Carlo, le Butler Trophy et la Beaumont Cup (renommé en Illife Trophy). Disputées dès les années 1920, ces épreuves de double très populaires avaient la particularité de ne rassembler que des paires dont les joueurs étaient issus du même pays. Les trophées sont offerts par le prince de Monaco, le roi de Suède, le duc de Connaught, George Butler et Louis Beaumont.
Après la Seconde Guerre mondiale, Gloria Butler, la fille de George, reprend en main le tournoi afin qu'il retrouve sa splendeur d'antan. Elle a financé en partie la remise en état du club abîmé par la guerre. Honorable joueuse de double dans les années 1950, elle réussit à faire conserver au tournoi son attractivité en faisant venir des joueurs américains tels Budge Patty et Frank Parker et en organisant à l'issue des finales, une soirée festive où les joueurs font leurs propres représentations (chanson, danse, sketch…). Cette soirée se déroulait à l'époque à l'International Sporting Club (actuel immeuble Belle Époque, avenue d'Ostende) et était orchestrée par Aimé Barelli. En 1957, on pouvait alors voir Orlando Sirola à la guitare, Hugh Stewart au violon, András Ádám-Stolpa au piano, mais aussi un numéro d'illusionniste de Jacky Brichant ou encore à une danse de flamenco par l'équipe espagnole.
En 1969, la compétition devient Open et s'ouvre aux joueurs professionnels. Participent ainsi les champions Pancho Gonzales et Pancho Segura, ainsi que le Hollandais Tom Okker qui remporte le tournoi. L'apparition d'un village, l'agrandissement des tribunes et la création d'un circuit distinct entraîne la disparition de l'épreuve féminine à la fin des années 1970.
En 2005, la compétition a lieu comme prévu du 11 au 17 avril mais toutes les festivités extra-sportives sont annulées en raison de la mort récente du prince Rainier III, mécène du sport qui a contribué à faire de Monaco un des hauts lieux du tennis mondial.
Depuis 2006, le tournoi applique un nommage avec l'horloger Rolex.
En 2007, l'ATP avait déclaré vouloir déclasser le tournoi en raison de sa désertion par les joueurs, mais 65 des 100 premiers du classement ont déclaré être mécontents de cette décision et les organisateurs, soutenus par les joueurs, ont engagé une action antitrust à l'encontre de l'ATP. Finalement les deux parties parviennent à un accord et le tournoi est maintenu avec les mêmes dotations de points et de prix. À la différence des autres tournois de cette catégorie, les trente meilleurs joueurs mondiaux ne sont pas tenus d'y participer bien que la plupart d'entre eux choisissent de s'y inscrire. Lors de la proclamation des ATP Awards, le Masters de Monte-Carlo est élu par les joueurs « meilleur tournoi ATP Masters Series de l'année 2007 ».
En 2020, le tournoi est annulé, comme une grande partie de la saison ATP, en raison de la pandémie de covid-19.

### Direction
Le tournoi a été successivement dirigé par Bernard Noat des années 1970 jusqu'en 1997, puis en tandem par Francis Truchi et Patrice Dominguez entre 1998 et 2004. Le directeur entre 2005 et 2022 est l'ancien joueur Željko Franulović, vainqueur en 1970.

## Compétitions

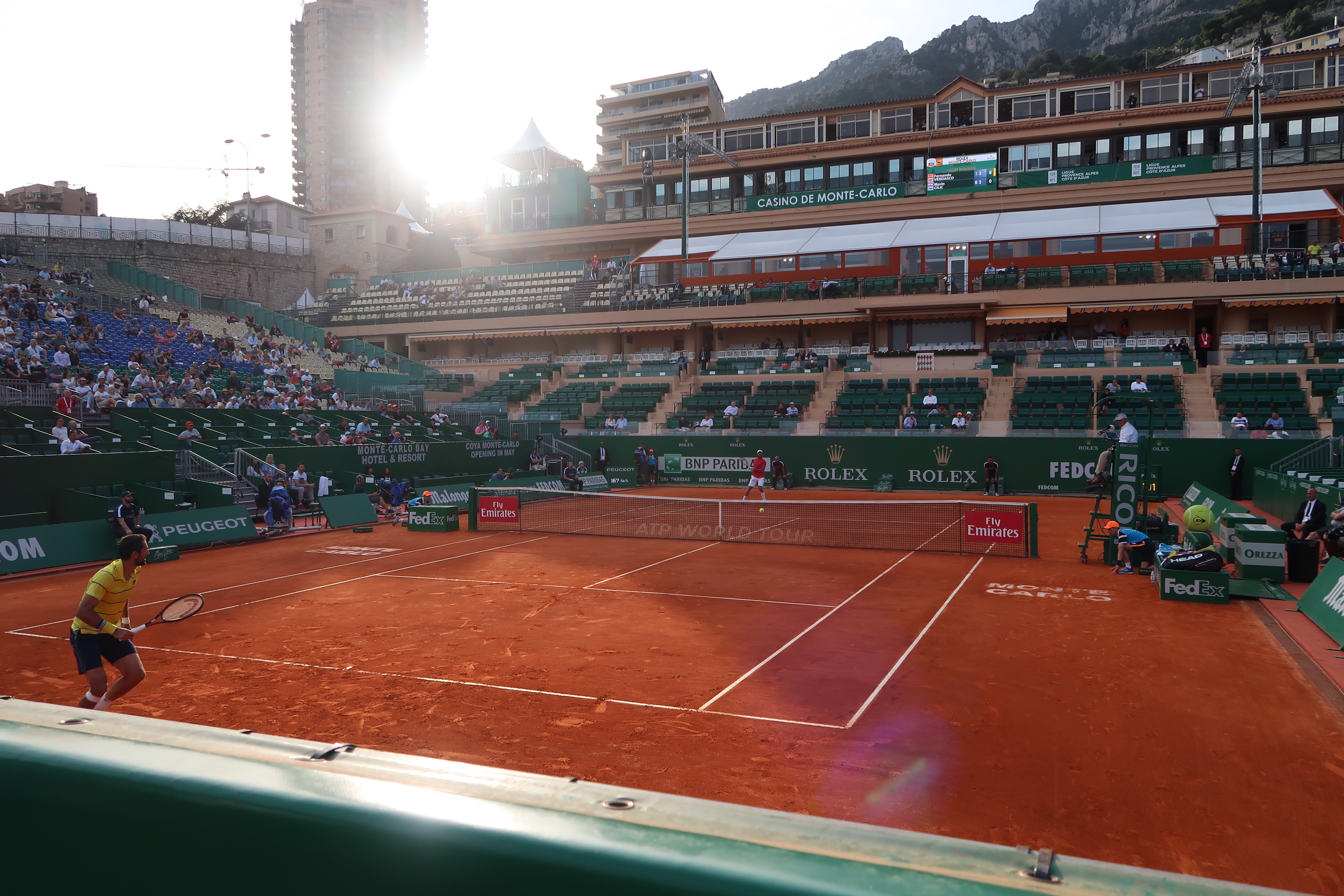
Le court Rainier III en 2018.

Depuis les années 1980, le tournoi ne connaît que deux compétitions différentes : simple et double messieurs. En revanche, pendant de nombreuses années, plus d'une dizaine d'épreuves étaient organisées simultanément au M.C.C.C. Le tournoi masculin portait alors le nom de Coupe de S.A.S. le Prince de Monaco et le tournoi féminin était la Coupe Faucigny-Lucinge, nommé en l'honneur du prince Jean-Louis de Faucigny-Lucinge qui fut ambassadeur de l'ordre souverain de Malte. Les tournois de double, dont la popularité dépassait souvent les épreuves individuelles en raison de l'affrontement entre paires représentant leur pays, comme cela se fait en Coupe Davis, étaient connues sous le nom de Butler Trophy pour les hommes (en l'honneur du mécène du tournoi George Butler) et de Iliffe Trophy pour les dames. Des tableaux de double messieurs et double dames permettaient également aux joueurs d'évoluer avec le partenaire de son choix, autre qu'un compatriote. L'obligation de jouer avec un joueur de même nationalité disparaît vers 1970.
En plus du traditionnel double mixte, il existait également des tournois réservés aux moins de vingt-trois ans : la Coupe Macomber chez les hommes et la Coupe Oliver Duncan chez les dames. Deux autres épreuves étaient destinées aux moins de dix-huit ans : la Coupe Milica-Banac pour les garçons et la Coupe Gloria-Butler pour les filles. Il existaient par ailleurs des seconds tableaux destinés aux joueurs de niveau inférieur et un tournoi vétéran. La majorité de ces compétitions ont disparu peu après l'ère Open. Le tournoi féminin s'est déroulé chaque année jusqu'au milieu des années 1970, puis après une période difficile, deux dernières éditions ont été organisées en 1981 et 1982.

## Format

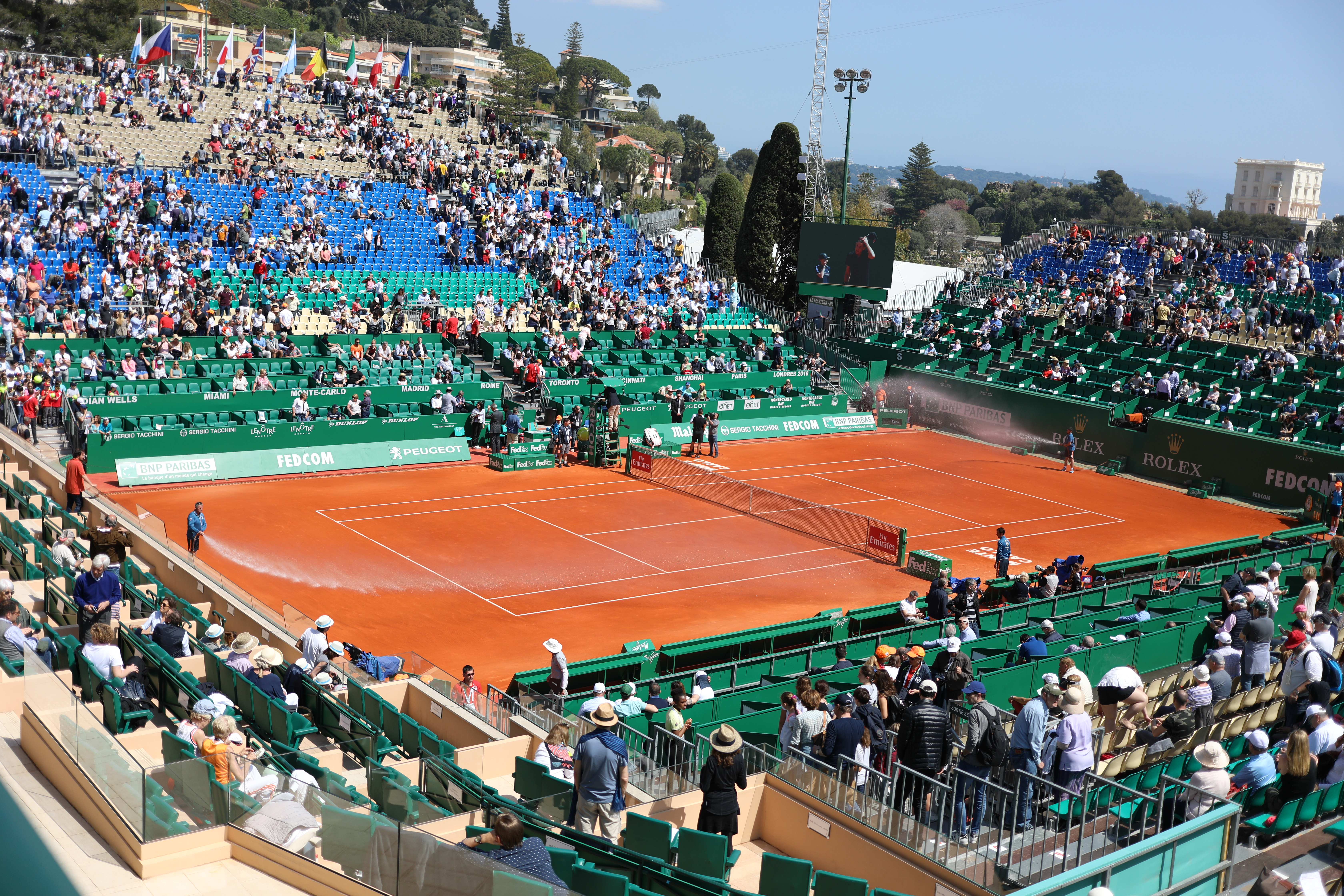
Le court Rainier III avec les tribunes montées.

Le tournoi de Monte-Carlo réunit 56 joueurs dans un tableau à élimination directe comprenant six tours. Parmi les 56 joueurs, il y a 16 têtes de série et les huit premières sont exemptées de premier tour (on parle de bye). En outre, quatre joueurs participent au tournoi après avoir reçu une invitation (ou wild card). Enfin, un tournoi de qualification se déroulant juste avant le début du Masters de Monte-Carlo permet à sept joueurs d'intégrer le tableau principal.
Les matchs se jouent en deux sets gagnants avec jeu décisif dans chacune des manches. Jusqu'en 2006, la finale se jouait au meilleur des cinq manches.
En ce qui concerne le tournoi de double, il oppose 24 équipes, soit 48 joueurs, lors d'un tournoi à élimination directe en cinq tours. Parmi ces équipes, les huit mieux classées sont têtes de série et sont exemptées de premier tour. Deux équipes sont invitées par le tournoi et il n'existe pas de tournoi de qualification. Les matchs se jouent également en deux sets gagnants avec jeu décisif dans chacune des manches. Depuis 2006, la troisième manche est remplacée par un super tie-break.

## Courts

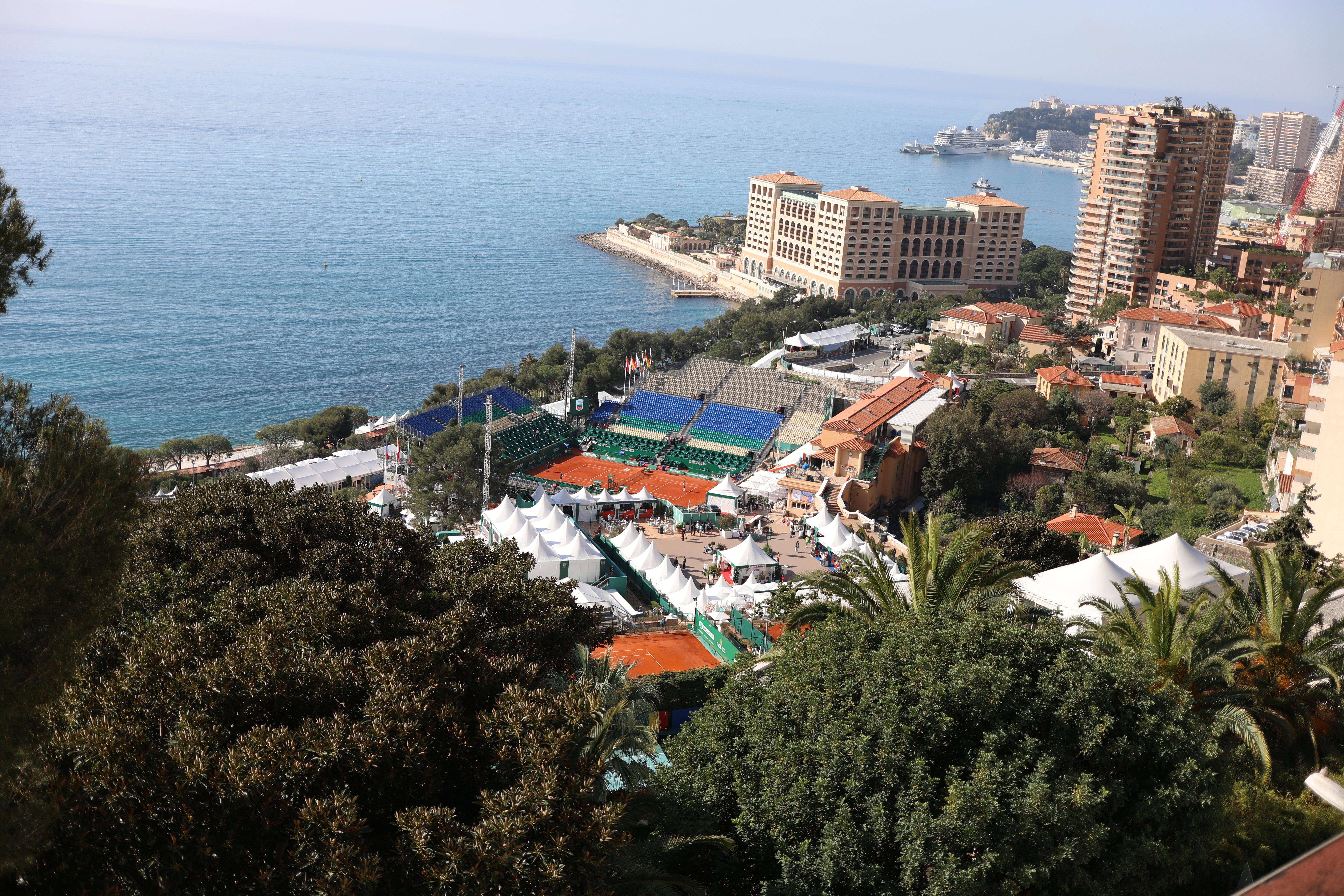
Le stade durant le tournoi 2018.

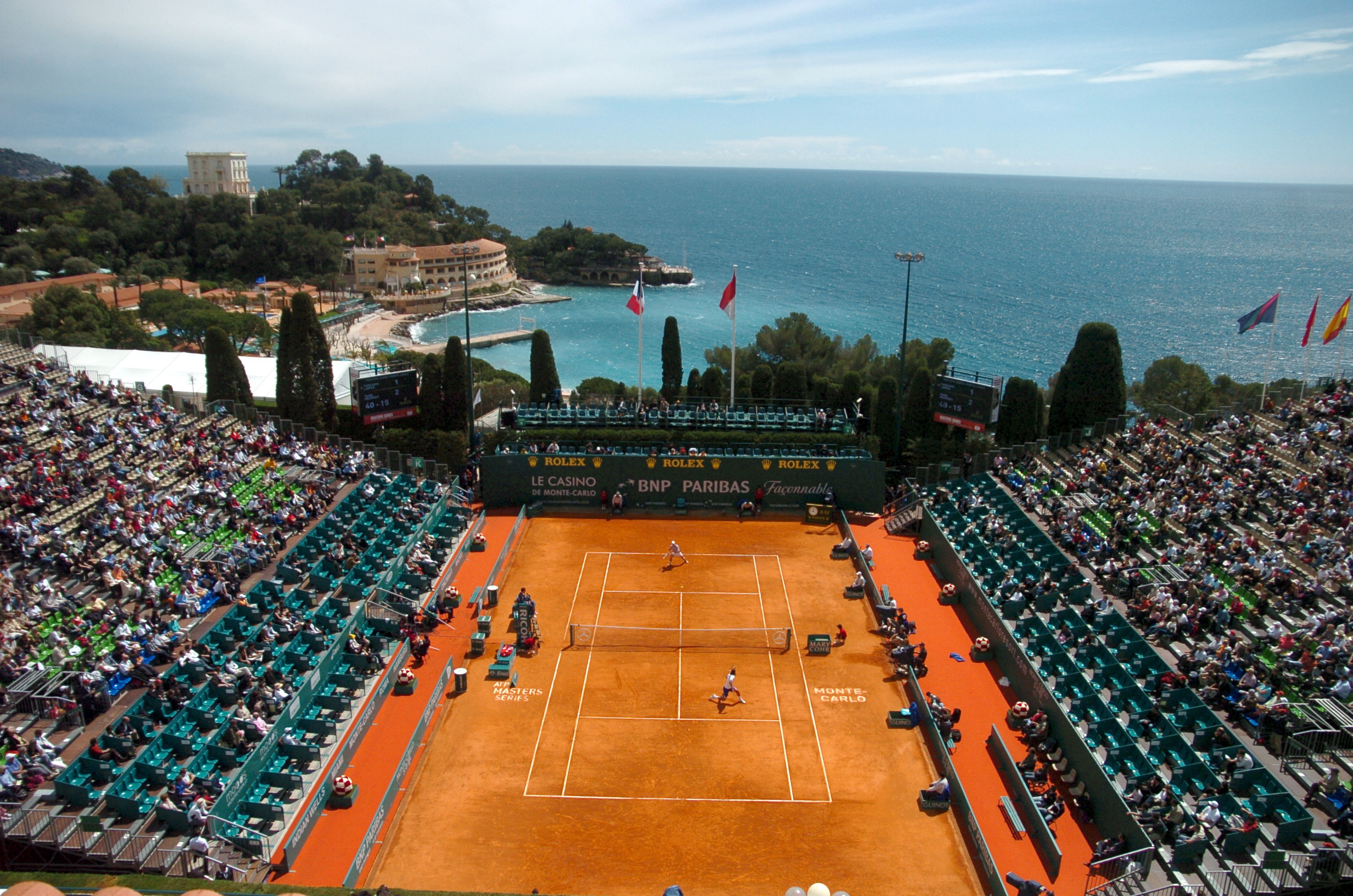
Le court Rainier III durant le tournoi de Monte-Carlo 2008.

Le tournoi se joue en terre battue au stade Monte-Carlo Country Club situé sur le territoire de la commune française de Roquebrune-Cap-Martin, à environ 200 mètres de la frontière monégasque. Cinq courts sur la vingtaine qu'en comporte le club servent à la compétition et six autres sont réservés aux entraînements. Le court central peut disposer de 10 200 places et est nommé Court Rainier III depuis 2015. Le court secondaire, nommé Court des Princes, comprend 3 000 places. Les autres courts utilisés pour la compétition sont le no 2 (environ 650 places), qui peut être couvert, le no 9 et le no 11, principalement pour les qualifications et les matchs de double (300 places chacun). À l'instar de ce qui se fait pour le Grand Prix automobile de Monaco, le court central n'est pas permanent. Durant la quinzaine du tournoi, des tribunes amovibles sont installées autour d'un court, permettant d'augmenter significativement sa capacité d'accueil. Une autre caractéristique est qu'une halte ferroviaire temporaire près des courts est mise en place seulement lors du tournoi.

## Champions les plus titrés
| Ère amateur - Reginald Doherty : 6 titres - Anthony Wilding : 5 titres - Laurence Doherty : 4 titres - Henri Cochet, Gordon Lowe, Nicola Pietrangeli : 3 titres | Ère Open - Rafael Nadal : 11 titres (dont 8 consécutifs) - Ilie Năstase, Björn Borg, Thomas Muster, Stéfanos Tsitsipás : 3 titres |

## Palmarès messieurs

### Simple
| No       | Date       | Nom et lieu du tournoi                                     | Catégorie                                               | Dotation                                                | Surface                                                 | Vainqueur                                                                  | Finaliste                                               | Score                                                   |                                                         |
| -------- | ---------- | ---------------------------------------------------------- | ------------------------------------------------------- | ------------------------------------------------------- | ------------------------------------------------------- | -------------------------------------------------------------------------- | ------------------------------------------------------- | ------------------------------------------------------- | ------------------------------------------------------- |
| 1        | 1897       |                                                            |                                                         | NC $                                                    | NC                                                      | Reginald Doherty                                                           | Conway W. Blackwood                                     | 6-2, 6-1, 6-2                                           |                                                         |
| 2        | 1898       |                                                            |                                                         | NC $                                                    | NC                                                      | Reginald Doherty                                                           | Graf Victor Voß                                         | 4-6, 6-3, 6-3, 4-0, ab.                                 |                                                         |
| 3        | 1899       |                                                            |                                                         | NC $                                                    | NC                                                      | Reginald Doherty                                                           | Graf Victor Voß                                         | 6-2, ab.                                                |                                                         |
| 4        | 1900       |                                                            |                                                         | NC $                                                    | NC                                                      | Lawrence Doherty                                                           |                                                         | NC                                                      |                                                         |
| 5        | 1901       |                                                            |                                                         | NC $                                                    | NC                                                      | Lawrence Doherty                                                           | Wilberforce Eaves                                       | 6-2, 5-7, 6-1                                           |                                                         |
| 6        | 1902       |                                                            |                                                         | NC $                                                    | NC                                                      | Reginald Doherty                                                           | George Hillyard                                         | 6-1, 6-4, 6-3                                           |                                                         |
| 7        | 1903       |                                                            |                                                         | NC $                                                    | NC                                                      | Reginald Doherty                                                           | Frank Riseley                                           | 6-1, 14-16, ab.                                         |                                                         |
| 8        | 1904       |                                                            |                                                         | NC $                                                    | NC                                                      | Reginald Doherty                                                           | Josiah Ritchie                                          | 6-1, 7-5, 3-6, 7-5                                      |                                                         |
| 9        | 1905       |                                                            |                                                         | NC $                                                    | NC                                                      | Lawrence Doherty                                                           | Josiah Ritchie                                          | 6-4, 8-6, 6-4                                           |                                                         |
| 10       | 1906       |                                                            |                                                         | NC $                                                    | NC                                                      | Lawrence Doherty                                                           | Wilberforce Eaves                                       | 6-3, 11-9                                               |                                                         |
| 11       | 1907       |                                                            |                                                         | NC $                                                    | NC                                                      | Josiah Ritchie                                                             | Lawrence Doherty                                        | 8-6, 7-5, 8-6                                           |                                                         |
| 12       | 1908       |                                                            |                                                         | NC $                                                    | NC                                                      | Anthony Wilding                                                            | Wilberforce Eaves                                       | 6-3, 2-6, 6-3, 4-6, 6-0                                 |                                                         |
| 13       | 1909       |                                                            |                                                         | NC $                                                    | NC                                                      | Fred Alexander                                                             | Lawrence Doherty                                        | 7-5, 6-4, 6-1                                           |                                                         |
| 14       | 1910       |                                                            |                                                         | NC $                                                    | NC                                                      | Max Decugis                                                                | Josiah Ritchie                                          | 6-3, 6-0, 6-0                                           |                                                         |
| 15       | 1911       |                                                            |                                                         | NC $                                                    | NC                                                      | Anthony Wilding                                                            | Max Decugis                                             | 5-7, 1-6, 6-3, 6-0, 6-1                                 |                                                         |
| 16       | 1912       |                                                            |                                                         | NC $                                                    | NC                                                      | Anthony Wilding                                                            | C. Moore                                                | 6-3, 6-0, 6-0                                           |                                                         |
| 17       | 1913       |                                                            |                                                         | NC $                                                    | NC                                                      | Anthony Wilding                                                            | Félix Poulin                                            | 6-0, 6-2, 6-1                                           |                                                         |
| 18       | 1914       |                                                            |                                                         | NC $                                                    | NC                                                      | Anthony Wilding                                                            | Gordon Lowe                                             | 6-2, 6-3, 6-2                                           |                                                         |
|          | 1915-1918  | Pas de tournoi en raison de la Première Guerre mondiale    | Pas de tournoi en raison de la Première Guerre mondiale | Pas de tournoi en raison de la Première Guerre mondiale | Pas de tournoi en raison de la Première Guerre mondiale | Pas de tournoi en raison de la Première Guerre mondiale                    | Pas de tournoi en raison de la Première Guerre mondiale | Pas de tournoi en raison de la Première Guerre mondiale | Pas de tournoi en raison de la Première Guerre mondiale |
| 19       | 1919       |                                                            |                                                         | NC $                                                    | NC                                                      | Nicolae Mișu                                                               | Max Decugis                                             | 6-2, 6-0                                                |                                                         |
| 20       | 1920       |                                                            |                                                         | NC $                                                    | NC                                                      | Gordon Lowe                                                                | Josiah Ritchie                                          | 7-5, 6-2                                                |                                                         |
| 21       | 1921       |                                                            |                                                         | NC $                                                    | NC                                                      | Gordon Lowe                                                                | Algernon Kingscote                                      | 6-1, 0-6, 6-4,6-2                                       |                                                         |
| 22       | 1922       |                                                            |                                                         | NC $                                                    | NC                                                      | Mino Balbi di Robecco                                                      | Alain Gerbault                                          | 6-1, 6-4, 6-3                                           |                                                         |
| 23       | 1923       |                                                            |                                                         | NC $                                                    | NC                                                      | Gordon Lowe                                                                | F. Leighton-Crawford                                    | 6-2, 6-4, 6-4                                           |                                                         |
| 24       | 1924       |                                                            |                                                         | NC $                                                    | NC                                                      | F. Leighton-Crawford                                                       | Léonce Aslangul                                         | 6-4, 3-6, 6-2                                           |                                                         |
| 24       | 1925       |                                                            |                                                         | NC $                                                    | NC                                                      | Le tournoi a été interrompu à cause de la pluie après les quarts de finale | -                                                       | -                                                       |                                                         |
| 25       | 1926       |                                                            |                                                         | NC $                                                    | NC                                                      | Béla von Kehrling                                                          | Charles Kingsley                                        | 6-4, 6-1, 6-3                                           |                                                         |
| 26       | 1927       |                                                            |                                                         | NC $                                                    | NC                                                      | Béla von Kehrling                                                          | Erik Worm                                               | Forfait                                                 |                                                         |
| 27       | 1928       |                                                            |                                                         | NC $                                                    | NC                                                      | Henri Cochet                                                               | Béla von Kehrling                                       | 3-6, 2-6, 6-3, 6-3, 6-2                                 |                                                         |
| 28       | 1929       |                                                            |                                                         | NC $                                                    | NC                                                      | Henri Cochet                                                               | Umberto de Morpurgo                                     | 8-6, 6-4, 6-4                                           |                                                         |
| 29       | 1930       |                                                            |                                                         | NC $                                                    | NC                                                      | Bill Tilden                                                                | Henry Austin                                            | 6-4, 6-4, 6-1                                           |                                                         |
| 30       | 1931       |                                                            |                                                         | NC $                                                    | NC                                                      | Henri Cochet                                                               | G. Lyttleton-Rogers                                     | 7-5, 6-2, 6-4                                           |                                                         |
| 31       | 1932       |                                                            |                                                         | NC $                                                    | NC                                                      | Roderich Menzel                                                            | G. Lyttleton-Rogers                                     | 6-4, 7-5, 6-2                                           |                                                         |
| 32       | 1933       |                                                            |                                                         | NC $                                                    | NC                                                      | Henry Austin                                                               | G. Lyttleton-Rogers                                     | 11-9, 6-3, 7-5                                          |                                                         |
| 33       | 1934       |                                                            |                                                         | NC $                                                    | NC                                                      | Henry Austin                                                               | Giorgio De Stefani                                      | 6-1, 8-6, 6-4                                           |                                                         |
| 34       | 1935       |                                                            |                                                         | NC $                                                    | NC                                                      | Giovanni Palmieri                                                          | Henry Austin                                            | 6-1, 6-1, 7-5                                           |                                                         |
| 35       | 1936       |                                                            |                                                         | NC $                                                    | NC                                                      | Gottfried von Cramm                                                        | Henner Henkel                                           | 4-6, 4-6, 7-5, 6-4, 7-5                                 |                                                         |
| 36       | 1937       |                                                            |                                                         | NC $                                                    | NC                                                      | Gottfried von Cramm                                                        | Christian Boussus                                       | 6-2, 3-6, 6-2, 2-6, 6-2                                 |                                                         |
| 37       | 1938       |                                                            |                                                         | NC $                                                    | NC                                                      | Franjo Punčec                                                              | Christian Boussus                                       | 6-0, 6-1, 6-1                                           |                                                         |
| 38       | 1939       |                                                            |                                                         | NC $                                                    | NC                                                      | Pierre Pellizza                                                            | Yvon Petra                                              | 6-8, 6-3, 6-4, 6-2                                      |                                                         |
|          | 1940-1945  | Pas de tournoi en raison de la Seconde Guerre mondiale     | Pas de tournoi en raison de la Seconde Guerre mondiale  | Pas de tournoi en raison de la Seconde Guerre mondiale  | Pas de tournoi en raison de la Seconde Guerre mondiale  | Pas de tournoi en raison de la Seconde Guerre mondiale                     | Pas de tournoi en raison de la Seconde Guerre mondiale  | Pas de tournoi en raison de la Seconde Guerre mondiale  | Pas de tournoi en raison de la Seconde Guerre mondiale  |
| 39       | 1946       |                                                            |                                                         | NC $                                                    | NC                                                      | Pierre Pellizza                                                            | Yvon Petra                                              | 6-3, 6-2, 4-6, 6-3                                      |                                                         |
| 40       | 1947       |                                                            |                                                         | NC $                                                    | NC                                                      | Lennart Bergelin                                                           | Budge Patty                                             | 6-3, 6-8, 1-6, 6-2, 8-6                                 |                                                         |
| 41       | 1948       |                                                            |                                                         | NC $                                                    | NC                                                      | József Asbóth                                                              | Gianni Cucelli                                          | 6-3, 6-2, 5-7, 6-2                                      |                                                         |
| 42       | 1949       |                                                            |                                                         | NC $                                                    | NC                                                      | Frank Parker                                                               | Gianni Cucelli                                          | 2-6, 6-3, 6-0, 6-4                                      |                                                         |
| 43       | 1950       |                                                            |                                                         | NC $                                                    | NC                                                      | Jaroslav Drobný                                                            | Bill Talbert                                            | 6-4, 6-4, 6-1                                           |                                                         |
| 44       | 1951       |                                                            |                                                         | NC $                                                    | NC                                                      | Straight Clark                                                             | Frederick Kovaleski                                     | 1-6, 6-4, 6-4, 1-6, 10-8                                |                                                         |
| 45       | 1952       |                                                            |                                                         | NC $                                                    | NC                                                      | Frank Sedgman                                                              | Jaroslav Drobný                                         | 7-5, 6-2, 5-7, 6-1                                      |                                                         |
| 46       | 1953       |                                                            |                                                         | NC $                                                    | NC                                                      | Władysław Skonecki                                                         | Jaroslav Drobný                                         | 6-3, 6-4, 11-9                                          |                                                         |
| 47       | 1954       |                                                            |                                                         | NC $                                                    | NC                                                      | Lorne Main                                                                 | Tony Vincent                                            | 9-7, 3-6, 7-5, 6-4                                      |                                                         |
| 48       | 1955       |                                                            |                                                         | NC $                                                    | NC                                                      | Władysław Skonecki                                                         | Budge Patty                                             | 6-4, 6-2, 8-6                                           |                                                         |
| 49       | 1956       |                                                            |                                                         | NC $                                                    | NC                                                      | Hugh Stewart                                                               | Tony Vincent                                            | 1-6, 8-6, 6-0, 6-2                                      |                                                         |
| 50       | 1957       |                                                            |                                                         | NC $                                                    | NC                                                      | Jacky Brichant                                                             | Paul Rémy                                               | 3-6, 5-5, ab.                                           |                                                         |
| 51       | 1958       |                                                            |                                                         | NC $                                                    | NC                                                      | Robert Haillet                                                             | Jaroslav Drobný                                         | 6-4, 6-4, 6-3                                           |                                                         |
| 52       | 1959       |                                                            |                                                         | NC $                                                    | NC                                                      | Robert Haillet                                                             | Budge Patty                                             | 9-7, 6-3, 4-6, 6-3                                      |                                                         |
| 53       | 1960       |                                                            |                                                         | NC $                                                    | NC                                                      | Andrés Gimeno                                                              | Mike Davies                                             | 8-6, 6-3, 6-4                                           |                                                         |
| 54       | 1961       |                                                            |                                                         | NC $                                                    | NC                                                      | Nicola Pietrangeli                                                         | Pierre Darmon                                           | 6-4, 1-6, 6-3, 6-3                                      |                                                         |
| 55       | 1962       |                                                            |                                                         | NC $                                                    | NC                                                      | Pierre Darmon                                                              | Boro Jovanović                                          | 6-2, 6-1, 6-3                                           |                                                         |
| 56       | 1963       |                                                            |                                                         | NC $                                                    | NC                                                      | Pierre Darmon                                                              | Jan-Erik Lundqvist                                      | 6-2, 2-6, 6-1, 5-7, 6-4                                 |                                                         |
| 57       | 1964       |                                                            |                                                         | NC $                                                    | NC                                                      | Martin Mulligan                                                            | Jan-Erik Lundqvist                                      | 6-4, 6-4                                                |                                                         |
| 58       | 1965       |                                                            |                                                         | NC $                                                    | NC                                                      | István Gulyás                                                              | Jiří Javorský                                           | 6-3, 7-9, 8-6, 6-4                                      |                                                         |
| 59       | 1966       |                                                            |                                                         | NC $                                                    | NC                                                      | Manuel Santana                                                             | Nicola Pietrangeli                                      | 8-6, 4-6, 6-4, 6-1                                      |                                                         |
| 60       | 1967       |                                                            |                                                         | NC $                                                    | NC                                                      | Nicola Pietrangeli                                                         | Martin Mulligan                                         | 6-3, 3-6, 6-3, 6-1                                      |                                                         |
| 61       | 1968       | , Monte-Carlo                                              |                                                         | NC $                                                    | Terre (ext.)                                            | Nicola Pietrangeli                                                         | Alex Metreveli                                          | 6-2, 6-2                                                |                                                         |
| Ère Open |            |                                                            |                                                         |                                                         |                                                         |                                                                            |                                                         |                                                         |                                                         |
| 62       | 14-04-1969 | , Monte-Carlo                                              |                                                         | 5 000 $                                                 | Terre (ext.)                                            | Tom Okker                                                                  | John Newcombe                                           | 8-10, 6-1, 7-5, 6-3                                     |                                                         |
| 63       | 13-04-1970 | , Monte-Carlo                                              | Championship Series                                     | 5 000 $                                                 | Terre (ext.)                                            | Željko Franulović                                                          | Manuel Orantes                                          | 6-4, 6-4, 6-3                                           |                                                         |
| 64       | 05-04-1971 | , Monte-Carlo                                              | Championship Series                                     | 20 000 $                                                | Terre (ext.)                                            | Ilie Năstase                                                               | Tom Okker                                               | 3-6, 8-6, 6-1, 6-1                                      |                                                         |
| 65       | 27-03-1972 | , Monte-Carlo                                              | Championship Series                                     | 20 000 $                                                | Terre (ext.)                                            | Ilie Năstase                                                               | František Pala                                          | 6-1, 6-0, 6-3                                           |                                                         |
| 66       | 16-04-1973 | , Monte-Carlo                                              | Championship Series                                     | 20 000 $                                                | Terre (ext.)                                            | Ilie Năstase                                                               | Björn Borg                                              | 6-4, 6-1, 6-2                                           |                                                         |
| 67       | 08-04-1974 | Monte Carlo WCT, Monte-Carlo                               | Championship Series                                     | 50 000 $                                                | Terre (ext.)                                            | Andrew Pattison                                                            | Ilie Năstase                                            | 5-7, 6-3, 6-4                                           |                                                         |
| 68       | 24-04-1975 | , Monte-Carlo                                              | Championship Series                                     | 60 000 $                                                | Terre (ext.)                                            | Manuel Orantes                                                             | Bob Hewitt                                              | 6-2, 6-4                                                |                                                         |
| 69       | 12-04-1976 | , Monte-Carlo                                              | Championship Series                                     | 60 000 $                                                | Terre (ext.)                                            | Guillermo Vilas                                                            | Wojtek Fibak                                            | 6-1, 6-1, 6-4                                           |                                                         |
| 70       | 04-04-1977 | Monte Carlo WCT, Monte-Carlo                               | Championship Series                                     | 100 000 $                                               | Terre (ext.)                                            | Björn Borg                                                                 | Corrado Barazzutti                                      | 6-3, 7-5, 6-0                                           |                                                         |
| 71       | 10-04-1978 | Monte Carlo WCT, Monte-Carlo                               | Championship Series                                     | 175 000 $                                               | Terre (ext.)                                            | Raúl Ramírez                                                               | Tomáš Šmíd                                              | 6-3, 6-3, 6-4                                           |                                                         |
| 72       | 09-04-1979 | , Monte-Carlo                                              | Championship Series                                     | 175 000 $                                               | Terre (ext.)                                            | Björn Borg                                                                 | Vitas Gerulaitis                                        | 6-2, 6-1, 6-2                                           |                                                         |
| 73       | 31-03-1980 | , Monte-Carlo                                              | Championship Series                                     | 175 000 $                                               | Terre (ext.)                                            | Björn Borg                                                                 | Guillermo Vilas                                         | 6-1, 6-0, 6-2                                           |                                                         |
| 74       | 13-04-1981 | Monte-Carlo Open, Monte-Carlo                              | Championship Series                                     | 250 000 $                                               | Terre (ext.)                                            |                                                                            | Guillermo Vilas Jimmy Connors                           | 5-5, n.f.                                               |                                                         |
| 75       | 05-04-1982 | Monte-Carlo Open, Monte-Carlo                              | Championship Series                                     | 300 000 $                                               | Terre (ext.)                                            | Guillermo Vilas                                                            | Ivan Lendl                                              | 6-1, 7-6, 6-3                                           |                                                         |
| 76       | 28-03-1983 | Monte-Carlo Open, Monte-Carlo                              | Championship Series                                     | 300 000 $                                               | Terre (ext.)                                            | Mats Wilander                                                              | Mel Purcell                                             | 6-1, 6-2, 6-3                                           | Tableau                                                 |
| 77       | 16-04-1984 | Monte-Carlo Open, Monte-Carlo                              | Championship Series                                     | 325 000 $                                               | Terre (ext.)                                            | Henrik Sundström                                                           | Mats Wilander                                           | 6-3, 7-5, 6-2                                           |                                                         |
| 78       | 01-04-1985 | Monte-Carlo Open, Monte-Carlo                              | Championship Series                                     | 325 000 $                                               | Terre (ext.)                                            | Ivan Lendl                                                                 | Mats Wilander                                           | 6-1, 6-3, 4-6, 6-4                                      |                                                         |
| 79       | 21-04-1986 | Monte-Carlo Open, Monte-Carlo                              | Championship Series                                     | 325 000 $                                               | Terre (ext.)                                            | Joakim Nyström                                                             | Yannick Noah                                            | 6-3, 6-2                                                |                                                         |
| 80       | 20-04-1987 | Monte-Carlo Open, Monte-Carlo                              | Championship Series                                     | 415 000 $                                               | Terre (ext.)                                            | Mats Wilander                                                              | Jimmy Arias                                             | 4-6, 7-5, 6-1, 6-3                                      | Tableau                                                 |
| 81       | 18-04-1988 | Monte-Carlo Open, Monte-Carlo                              | Championship Series                                     | 375 000 $                                               | Terre (ext.)                                            | Ivan Lendl                                                                 | Martín Jaite                                            | 5-7, 6-4, 7-5, 6-3                                      |                                                         |
| 82       | 24-04-1989 | Monte-Carlo Open, Monte-Carlo                              | Championship Series                                     | 405 000 $                                               | Terre (ext.)                                            | Alberto Mancini                                                            | Boris Becker                                            | 7-5, 2-6, 7-6, 7-5                                      |                                                         |
| 83       | 23-04-1990 | Monte-Carlo Open, Monte-Carlo                              | Championship Series SW                                  | 750 000 $                                               | Terre (ext.)                                            | Andrei Chesnokov                                                           | Thomas Muster                                           | 7-5, 6-3, 6-3                                           |                                                         |
| 84       | 22-04-1991 | Monte-Carlo Open, Monte-Carlo                              | Championship Series SW                                  | 750 000 $                                               | Terre (ext.)                                            | Sergi Bruguera                                                             | Boris Becker                                            | 5-7, 6-4, 7-6, 7-6                                      | Tableau                                                 |
| 85       | 20-04-1992 | Monte-Carlo Open, Monte-Carlo                              | Championship Series SW                                  | 1 020 000 $                                             | Terre (ext.)                                            | Thomas Muster                                                              | Aaron Krickstein                                        | 6-3, 6-1, 6-3                                           |                                                         |
| 86       | 19-04-1993 | Monte-Carlo Open, Monte-Carlo                              | Super 9                                                 | 1 400 000 $                                             | Terre (ext.)                                            | Sergi Bruguera                                                             | Cédric Pioline                                          | 7-6, 6-0                                                | Tableau                                                 |
| 87       | 18-04-1994 | Monte-Carlo Open, Monte-Carlo                              | Super 9                                                 | 1 470 000 $                                             | Terre (ext.)                                            | Andreï Medvedev                                                            | Sergi Bruguera                                          | 7-5, 6-1, 6-3                                           | Tableau                                                 |
| 88       | 24-04-1995 | Monte-Carlo Open, Monte-Carlo                              | Super 9                                                 | 1 545 000 $                                             | Terre (ext.)                                            | Thomas Muster                                                              | Boris Becker                                            | 4-6, 5-7, 6-1, 7-6, 6-0                                 | Tableau                                                 |
| 89       | 22-04-1996 | Monte-Carlo Open, Monte-Carlo                              | Super 9                                                 | 1 950 000 $                                             | Terre (ext.)                                            | Thomas Muster                                                              | Albert Costa                                            | 6-3, 5-7, 4-6, 6-3, 6-2                                 | Tableau                                                 |
| 90       | 21-04-1997 | Monte-Carlo Open, Monte-Carlo                              | Super 9                                                 | 2 050 000 $                                             | Terre (ext.)                                            | Marcelo Ríos                                                               | Àlex Corretja                                           | 6-4, 6-3, 6-3                                           | Tableau                                                 |
| 91       | 20-04-1998 | Monte-Carlo Open, Monte-Carlo                              | Super 9                                                 | 2 200 000 $                                             | Terre (ext.)                                            | Carlos Moyà                                                                | Cédric Pioline                                          | 6-3, 6-0, 7-5                                           | Tableau                                                 |
| 92       | 19-04-1999 | Monte-Carlo Open, Monte-Carlo                              | Super 9                                                 | 2 200 000 $                                             | Terre (ext.)                                            | Gustavo Kuerten                                                            | Marcelo Ríos                                            | 6-4, 2-1, ab.                                           | Tableau                                                 |
| 93       | 17-04-2000 | Tennis Masters Series - Monte-Carlo, Monte-Carlo           | Masters Series                                          | 2 450 000 $                                             | Terre (ext.)                                            | Cédric Pioline                                                             | Dominik Hrbatý                                          | 6-4, 7-63, 7-66                                         | Tableau                                                 |
| 94       | 16-04-2001 | Tennis Masters Series - Monte-Carlo, Monte-Carlo           | Masters Series                                          | 2 450 000 $                                             | Terre (ext.)                                            | Gustavo Kuerten                                                            | Hicham Arazi                                            | 6-3, 6-2, 6-4                                           | Tableau                                                 |
| 95       | 15-04-2002 | Tennis Masters Series - Monte-Carlo, Monte-Carlo           | Masters Series                                          | 2 328 000 $                                             | Terre (ext.)                                            | Juan Carlos Ferrero                                                        | Carlos Moyà                                             | 7-5, 6-3, 6-4                                           | Tableau                                                 |
| 96       | 14-04-2003 | Tennis Masters Monte-Carlo, Monte-Carlo                    | Masters Series                                          | 2 200 000 $                                             | Terre (ext.)                                            | Juan Carlos Ferrero                                                        | Guillermo Coria                                         | 6-2, 6-2                                                | Tableau                                                 |
| 97       | 19-04-2004 | Tennis Masters Monte-Carlo, Monte-Carlo                    | Masters Series                                          | 2 200 000 $                                             | Terre (ext.)                                            | Guillermo Coria                                                            | Rainer Schüttler                                        | 6-2, 6-1, 6-3                                           | Tableau                                                 |
| 98       | 11-04-2005 | ATP Master Series Monte Carlo, Monte-Carlo                 | Masters Series                                          | 2 200 000 $                                             | Terre (ext.)                                            | Rafael Nadal                                                               | Guillermo Coria                                         | 6-3, 6-1, 0-6, 7-5                                      | Tableau                                                 |
| 99       | 17-04-2006 | Masters Series Monte-Carlo presented by Rolex, Monte-Carlo | Masters Series                                          | 2 200 000 $                                             | Terre (ext.)                                            | Rafael Nadal                                                               | Roger Federer                                           | 6-2, 62-7, 6-3, 7-65                                    | Tableau                                                 |
| 100      | 16-04-2007 | Masters Series Monte-Carlo presented by Rolex, Monte-Carlo | Masters Series                                          | 2 200 000 $                                             | Terre (ext.)                                            | Rafael Nadal                                                               | Roger Federer                                           | 6-4, 6-4                                                | Tableau                                                 |
| 101      | 21-04-2008 | Masters Series Monte-Carlo presented by Rolex, Monte-Carlo | Masters Series                                          | 2 057 000 €                                             | Terre (ext.)                                            | Rafael Nadal                                                               | Roger Federer                                           | 7-5, 7-5                                                | Tableau                                                 |
| 102      | 13-04-2009 | Monte-Carlo Rolex Masters, Monte-Carlo                     | Masters 1000                                            | 2 227 500 €                                             | Terre (ext.)                                            | Rafael Nadal                                                               | Novak Djokovic                                          | 6-3, 2-6, 6-1                                           | Tableau                                                 |
| 103      | 12-04-2010 | Monte-Carlo Rolex Masters, Monte-Carlo                     | Masters 1000                                            | 2 227 500 €                                             | Terre (ext.)                                            | Rafael Nadal                                                               | Fernando Verdasco                                       | 6-0, 6-1                                                | Tableau                                                 |
| 104      | 11-04-2011 | Monte-Carlo Rolex Masters, Monte-Carlo                     | Masters 1000                                            | 2 227 500 €                                             | Terre (ext.)                                            | Rafael Nadal                                                               | David Ferrer                                            | 6-4, 7-5                                                | Tableau                                                 |
| 105      | 16-04-2012 | Monte-Carlo Rolex Masters, Monte-Carlo                     | Masters 1000                                            | 2 227 500 €                                             | Terre (ext.)                                            | Rafael Nadal                                                               | Novak Djokovic                                          | 6-3, 6-1                                                | Tableau                                                 |
| 106      | 15-04-2013 | Monte-Carlo Rolex Masters, Monte-Carlo                     | Masters 1000                                            | 2 646 495 €                                             | Terre (ext.)                                            | Novak Djokovic                                                             | Rafael Nadal                                            | 6-2, 7-61                                               | Tableau                                                 |
| 107      | 14-04-2014 | Monte-Carlo Rolex Masters, Monte-Carlo                     | Masters 1000                                            | 2 884 675 €                                             | Terre (ext.)                                            | Stanislas Wawrinka                                                         | Roger Federer                                           | 4-6, 7-65, 6-2                                          | Tableau                                                 |
| 108      | 13-04-2015 | Monte-Carlo Rolex Masters, Monte-Carlo                     | Masters 1000                                            | 3 288 530 €                                             | Terre (ext.)                                            | Novak Djokovic                                                             | Tomáš Berdych                                           | 7-5, 4-6, 6-3                                           | Tableau                                                 |
| 109      | 10-04-2016 | Monte-Carlo Rolex Masters, Monte-Carlo                     | Masters 1000                                            | 3 748 925 €                                             | Terre (ext.)                                            | Rafael Nadal                                                               | Gaël Monfils                                            | 7-5, 5-7, 6-0                                           | Tableau                                                 |
| 110      | 16-04-2017 | Monte-Carlo Rolex Masters, Monte-Carlo                     | Masters 1000                                            | 4 273 775 €                                             | Terre (ext.)                                            | Rafael Nadal                                                               | Albert Ramos-Viñolas                                    | 6-1, 6-3                                                | Tableau                                                 |
| 111      | 15-04-2018 | Rolex Monte-Carlo Masters, Monte-Carlo                     | Masters 1000                                            | 4 872 105 €                                             | Terre (ext.)                                            | Rafael Nadal                                                               | Kei Nishikori                                           | 6-3, 6-2                                                | Tableau                                                 |
| 112      | 14-04-2019 | Rolex Monte-Carlo Masters, Monte-Carlo                     | Masters 1000                                            | 5 207 405 €                                             | Terre (ext.)                                            | Fabio Fognini                                                              | Dušan Lajović                                           | 6-3, 6-4                                                | Tableau                                                 |
|          | 2020       | Pas de tournoi en raison de la pandémie de Covid-19        | Pas de tournoi en raison de la pandémie de Covid-19     | Pas de tournoi en raison de la pandémie de Covid-19     | Pas de tournoi en raison de la pandémie de Covid-19     | Pas de tournoi en raison de la pandémie de Covid-19                        | Pas de tournoi en raison de la pandémie de Covid-19     | Pas de tournoi en raison de la pandémie de Covid-19     | Pas de tournoi en raison de la pandémie de Covid-19     |
| 113      | 11-04-2021 | Rolex Monte-Carlo Masters, Monte-Carlo                     | Masters 1000                                            | 2 082 960 €                                             | Terre (ext.)                                            | Stéfanos Tsitsipás                                                         | Andrey Rublev                                           | 6-3, 6-3                                                | Tableau                                                 |
| 114      | 10-04-2022 | Rolex Monte-Carlo Masters, Monte-Carlo                     | Masters 1000                                            | 5 415 410 €                                             | Terre (ext.)                                            | Stéfanos Tsitsipás                                                         | Alejandro Davidovich Fokina                             | 6-3, 7-63                                               | Tableau                                                 |
| 115      | 09-04-2023 | Rolex Monte-Carlo Masters, Monte-Carlo                     | Masters 1000                                            | 5 779 335 €                                             | Terre (ext.)                                            | Andrey Rublev                                                              | Holger Rune                                             | 5-7, 6-2, 7-5                                           | Tableau                                                 |
| 116      | 07-04-2024 | Rolex Monte-Carlo Masters, Monte-Carlo                     | Masters 1000                                            | 5 950 575 €                                             | Terre (ext.)                                            | Stéfanos Tsitsipás                                                         | Casper Ruud                                             | 6-1, 6-4                                                | Tableau                                                 |
| 117      | 06-04-2025 | Rolex Monte-Carlo Masters, Monte-Carlo                     | Masters 1000                                            | 6 128 940 €                                             | Terre (ext.)                                            | Carlos Alcaraz                                                             | Lorenzo Musetti                                         | 3-6, 6-1, 6-0                                           | Tableau                                                 |

### Double
| No | Date       | Nom et lieu du tournoi                                     | Catégorie                                           | Dotation                                            | Surface                                             | Vainqueurs                                          | Finalistes                                          | Score                                               |                                                     |
| -- | ---------- | ---------------------------------------------------------- | --------------------------------------------------- | --------------------------------------------------- | --------------------------------------------------- | --------------------------------------------------- | --------------------------------------------------- | --------------------------------------------------- | --------------------------------------------------- |
| 1  | 1968       | , Monte-Carlo                                              |                                                     | NC $                                                | Terre (ext.)                                        | Sergei Likhachev Alex Metreveli                     | Patrice Beust Daniel Contet                         | 5-7, 9-7, 6-4, 5-7, 7-5                             |                                                     |
| 2  | 14-04-1969 | , Monte-Carlo                                              |                                                     | 5 000 $                                             | Terre (ext.)                                        | Owen Davidson John Newcombe                         | Pancho Gonzales Dennis Ralston                      | 7-5, 11-13, 6-2, 6-1                                |                                                     |
| 3  | 13-04-1970 | , Monte-Carlo                                              | Championship Series                                 | 5 000 $                                             | Terre (ext.)                                        | Marty Riessen Roger Taylor                          | Pierre Barthès Nikola Pilić                         | 6-3, 6-4, 6-2                                       |                                                     |
| 4  | 05-04-1971 | , Monte-Carlo                                              | Championship Series                                 | 20 000 $                                            | Terre (ext.)                                        | Ilie Năstase Ion Țiriac                             | Tom Okker Roger Taylor                              | 1-6, 6-3, 6-3, 8-6                                  |                                                     |
| 5  | 27-03-1972 | , Monte-Carlo                                              | Championship Series                                 | 20 000 $                                            | Terre (ext.)                                        | Patrice Beust Daniel Contet                         | Jiří Hřebec František Pala                          | 3-6, 6-1, 12-10, 6-2                                |                                                     |
| 6  | 16-04-1973 | , Monte-Carlo                                              | Championship Series                                 | 20 000 $                                            | Terre (ext.)                                        | Juan Gisbert Ilie Năstase                           | Georges Goven Patrick Proisy                        | 6-2, 6-2, 6-2                                       |                                                     |
| 7  | 08-04-1974 | Monte Carlo WCT, Monte-Carlo                               | Championship Series                                 | 50 000 $                                            | Terre (ext.)                                        | John Alexander Phil Dent                            | Manuel Orantes Tony Roche                           | 7-6, 4-6, 7-6, 6-3                                  |                                                     |
| 8  | 24-04-1975 | , Monte-Carlo                                              | Championship Series                                 | 60 000 $                                            | Terre (ext.)                                        | Bob Hewitt Frew McMillan                            | Arthur Ashe Tom Okker                               | 6-3, 6-2                                            |                                                     |
| 9  | 12-04-1976 | , Monte-Carlo                                              | Championship Series                                 | 60 000 $                                            | Terre (ext.)                                        | Wojtek Fibak Karl Meiler                            | Björn Borg Guillermo Vilas                          | 7-6, 6-1                                            |                                                     |
| 10 | 04-04-1977 | , Monte-Carlo                                              | Championship Series                                 | 100 000 $                                           | Terre (ext.)                                        | François Jauffret Jan Kodeš                         | Wojtek Fibak Tom Okker                              | 2-6, 6-3, 6-2                                       |                                                     |
| 11 | 10-04-1978 | Monte Carlo WCT, Monte-Carlo                               | Championship Series                                 | 175 000 $                                           | Terre (ext.)                                        | Peter Fleming Tomáš Šmíd                            | Jaime Fillol Ilie Năstase                           | 6-4, 7-5                                            |                                                     |
| 12 | 09-04-1979 | , Monte-Carlo                                              | Championship Series                                 | 175 000 $                                           | Terre (ext.)                                        | Ilie Năstase Raúl Ramírez                           | Víctor Pecci Balázs Taróczy                         | 6-3, 6-4                                            |                                                     |
| 13 | 31-03-1980 | , Monte-Carlo                                              | Championship Series                                 | 175 000 $                                           | Terre (ext.)                                        | Paolo Bertolucci Adriano Panatta                    | Vitas Gerulaitis John McEnroe                       | 6-2, 5-7, 6-4                                       |                                                     |
| 14 | 13-04-1981 | Monte-Carlo Open, Monte-Carlo                              | Championship Series                                 | 250 000 $                                           | Terre (ext.)                                        | Balázs Taróczy Heinz Günthardt                      | Pavel Složil Tomáš Šmíd                             | 6-3, 6-3                                            |                                                     |
| 15 | 05-04-1982 | Monte-Carlo Open, Monte-Carlo                              | Championship Series                                 | 300 000 $                                           | Terre (ext.)                                        | Peter McNamara Paul McNamee                         | Mark Edmondson Sherwood Stewart                     | 6-7, 7-6, 6-3                                       |                                                     |
| 16 | 28-03-1983 | Monte-Carlo Open, Monte-Carlo                              | Championship Series                                 | 300 000 $                                           | Terre (ext.)                                        | Heinz Günthardt Balázs Taróczy                      | Henri Leconte Yannick Noah                          | 6-2, 6-4                                            | Tableau                                             |
| 17 | 16-04-1984 | Monte-Carlo Open, Monte-Carlo                              | Championship Series                                 | 325 000 $                                           | Terre (ext.)                                        | Mark Edmondson Sherwood Stewart                     | Jan Gunnarsson Mats Wilander                        | 6-2, 6-1                                            |                                                     |
| 18 | 01-04-1985 | Monte-Carlo Open, Monte-Carlo                              | Championship Series                                 | 325 000 $                                           | Terre (ext.)                                        | Pavel Složil Tomáš Šmíd                             | Shlomo Glickstein Shahar Perkiss                    | 6-2, 6-3                                            |                                                     |
| 19 | 21-04-1986 | Monte-Carlo Open, Monte-Carlo                              | Championship Series                                 | 325 000 $                                           | Terre (ext.)                                        | Guy Forget Yannick Noah                             | Joakim Nyström Mats Wilander                        | 6-4, 3-6, 6-4                                       |                                                     |
| 20 | 20-04-1987 | Monte-Carlo Open, Monte-Carlo                              | Championship Series                                 | 415 000 $                                           | Terre (ext.)                                        | Hans Gildemeister Andrés Gómez                      | Mansour Bahrami Michael Mortensen                   | 6-2, 6-4                                            | Tableau                                             |
| 21 | 18-04-1988 | Monte-Carlo Open, Monte-Carlo                              | Championship Series                                 | 375 000 $                                           | Terre (ext.)                                        | Sergio Casal Emilio Sánchez                         | Henri Leconte Ivan Lendl                            | 6-1, 6-3                                            |                                                     |
| 22 | 24-04-1989 | Monte-Carlo Open, Monte-Carlo                              | Championship Series                                 | 405 000 $                                           | Terre (ext.)                                        | Tomáš Šmíd Mark Woodforde                           | Paolo Canè Diego Nargiso                            | 1-6, 6-4, 6-2                                       |                                                     |
| 23 | 23-04-1990 | Monte-Carlo Open, Monte-Carlo                              | Championship Series SW                              | 750 000 $                                           | Terre (ext.)                                        | Petr Korda Tomáš Šmíd                               | Andrés Gómez Javier Sánchez                         | 6-4, 7-6                                            |                                                     |
| 24 | 22-04-1991 | Monte-Carlo Open, Monte-Carlo                              | Championship Series SW                              | 750 000 $                                           | Terre (ext.)                                        | Luke Jensen Laurie Warder                           | Paul Haarhuis Mark Koevermans                       | 5-7, 7-6, 6-4                                       | Tableau                                             |
| 25 | 20-04-1992 | Monte-Carlo Open, Monte-Carlo                              | Championship Series SW                              | 1 020 000 $                                         | Terre (ext.)                                        | Boris Becker Michael Stich                          | Petr Korda Karel Nováček                            | 6-4, 6-4                                            |                                                     |
| 26 | 19-04-1993 | Monte-Carlo Open, Monte-Carlo                              | Super 9                                             | 1 400 000 $                                         | Terre (ext.)                                        | Stefan Edberg Petr Korda                            | Paul Haarhuis Mark Koevermans                       | 3-6, 6-2, 7-6                                       | Tableau                                             |
| 27 | 18-04-1994 | Monte-Carlo Open, Monte-Carlo                              | Super 9                                             | 1 470 000 $                                         | Terre (ext.)                                        | Nicklas Kulti Magnus Larsson                        | Ievgueni Kafelnikov Daniel Vacek                    | 3-6, 7-6, 6-4                                       | Tableau                                             |
| 28 | 24-04-1995 | Monte-Carlo Open, Monte-Carlo                              | Super 9                                             | 1 545 000 $                                         | Terre (ext.)                                        | Jacco Eltingh Paul Haarhuis                         | Luis Lobo Javier Sánchez                            | 6-3, 6-4                                            | Tableau                                             |
| 29 | 22-04-1996 | Monte-Carlo Open, Monte-Carlo                              | Super 9                                             | 1 950 000 $                                         | Terre (ext.)                                        | Ellis Ferreira Jan Siemerink                        | Jonas Björkman Nicklas Kulti                        | 2-6, 6-3, 6-2                                       | Tableau                                             |
| 30 | 21-04-1997 | Monte-Carlo Open, Monte-Carlo                              | Super 9                                             | 2 050 000 $                                         | Terre (ext.)                                        | Donald Johnson Francisco Montana                    | Jacco Eltingh Paul Haarhuis                         | 7-6, 2-6, 7-6                                       | Tableau                                             |
| 31 | 20-04-1998 | Monte-Carlo Open, Monte-Carlo                              | Super 9                                             | 2 200 000 $                                         | Terre (ext.)                                        | Jacco Eltingh Paul Haarhuis                         | Todd Woodbridge Mark Woodforde                      | 6-4, 6-2                                            | Tableau                                             |
| 32 | 19-04-1999 | Monte-Carlo Open, Monte-Carlo                              | Super 9                                             | 2 200 000 $                                         | Terre (ext.)                                        | Olivier Delaitre Tim Henman                         | Jiří Novák David Rikl                               | 6-2, 6-3                                            | Tableau                                             |
| 33 | 17-04-2000 | Tennis Masters Series - Monte-Carlo, Monte-Carlo           | Masters Series                                      | 2 450 000 $                                         | Terre (ext.)                                        | Wayne Ferreira Ievgueni Kafelnikov                  | Paul Haarhuis Sandon Stolle                         | 6-3, 2-6, 6-1                                       | Tableau                                             |
| 34 | 16-04-2001 | Tennis Masters Series - Monte-Carlo, Monte-Carlo           | Masters Series                                      | 2 450 000 $                                         | Terre (ext.)                                        | Jonas Björkman Todd Woodbridge                      | Joshua Eagle Andrew Florent                         | 3-6, 6-4, 6-2                                       | Tableau                                             |
| 35 | 15-04-2002 | Tennis Masters Series - Monte-Carlo, Monte-Carlo           | Masters Series                                      | 2 328 000 $                                         | Terre (ext.)                                        | Jonas Björkman Todd Woodbridge                      | Paul Haarhuis Ievgueni Kafelnikov                   | 6-3, 3-6, [10-7]                                    | Tableau                                             |
| 36 | 14-04-2003 | Tennis Masters Monte-Carlo, Monte-Carlo                    | Masters Series                                      | 2 200 000 $                                         | Terre (ext.)                                        | Mahesh Bhupathi Max Mirnyi                          | Michaël Llodra Fabrice Santoro                      | 6-4, 3-6, 7-66                                      | Tableau                                             |
| 37 | 19-04-2004 | Tennis Masters Monte-Carlo, Monte-Carlo                    | Masters Series                                      | 2 200 000 $                                         | Terre (ext.)                                        | Tim Henman Nenad Zimonjić                           | Gastón Etlis Martín Rodríguez                       | 7-5, 6-2                                            | Tableau                                             |
| 38 | 11-04-2005 | ATP Master Series Monte Carlo, Monte-Carlo                 | Masters Series                                      | 2 200 000 $                                         | Terre (ext.)                                        | Leander Paes Nenad Zimonjić                         | Bob Bryan Mike Bryan                                | Forfait                                             | Tableau                                             |
| 39 | 17-04-2006 | Masters Series Monte-Carlo presented by Rolex, Monte-Carlo | Masters Series                                      | 2 200 000 $                                         | Terre (ext.)                                        | Jonas Björkman Max Mirnyi                           | Fabrice Santoro Nenad Zimonjić                      | 6-2, 7-6                                            | Tableau                                             |
| 40 | 16-04-2007 | Masters Series Monte-Carlo presented by Rolex, Monte-Carlo | Masters Series                                      | 2 200 000 $                                         | Terre (ext.)                                        | Bob Bryan Mike Bryan                                | Julien Benneteau Richard Gasquet                    | 6-2, 6-1                                            | Tableau                                             |
| 41 | 21-04-2008 | Masters Series Monte-Carlo presented by Rolex, Monte-Carlo | Masters Series                                      | 2 057 000 €                                         | Terre (ext.)                                        | Rafael Nadal Tommy Robredo                          | Mahesh Bhupathi Mark Knowles                        | 6-3, 6-3                                            | Tableau                                             |
| 42 | 13-04-2009 | Monte-Carlo Rolex Masters, Monte-Carlo                     | Masters 1000                                        | 2 227 500 €                                         | Terre (ext.)                                        | Daniel Nestor Nenad Zimonjić                        | Bob Bryan Mike Bryan                                | 6-4, 6-1                                            | Tableau                                             |
| 43 | 12-04-2010 | Monte-Carlo Rolex Masters, Monte-Carlo                     | Masters 1000                                        | 2 227 500 €                                         | Terre (ext.)                                        | Daniel Nestor Nenad Zimonjić                        | Mahesh Bhupathi Max Mirnyi                          | 6-3, 2-0, ab.                                       | Tableau                                             |
| 44 | 11-04-2011 | Monte-Carlo Rolex Masters, Monte-Carlo                     | Masters 1000                                        | 2 227 500 €                                         | Terre (ext.)                                        | Bob Bryan Mike Bryan                                | Juan Ignacio Chela Bruno Soares                     | 6-3, 6-2                                            | Tableau                                             |
| 45 | 16-04-2012 | Monte-Carlo Rolex Masters, Monte-Carlo                     | Masters 1000                                        | 2 227 500 €                                         | Terre (ext.)                                        | Bob Bryan Mike Bryan                                | Max Mirnyi Daniel Nestor                            | 6-2, 6-3                                            | Tableau                                             |
| 46 | 15-04-2013 | Monte-Carlo Rolex Masters, Monte-Carlo                     | Masters 1000                                        | 2 646 495 €                                         | Terre (ext.)                                        | Julien Benneteau Nenad Zimonjić                     | Bob Bryan Mike Bryan                                | 4-6, 7-64, [14-12]                                  | Tableau                                             |
| 47 | 14-04-2014 | Monte-Carlo Rolex Masters, Monte-Carlo                     | Masters 1000                                        | 2 884 675 €                                         | Terre (ext.)                                        | Bob Bryan Mike Bryan                                | Ivan Dodig Marcelo Melo                             | 6-3, 3-6, [10-8]                                    | Tableau                                             |
| 48 | 13-04-2015 | Monte-Carlo Rolex Masters, Monte-Carlo                     | Masters 1000                                        | 3 288 530 €                                         | Terre (ext.)                                        | Bob Bryan Mike Bryan                                | Simone Bolelli Fabio Fognini                        | 7-63, 6-1                                           | Tableau                                             |
| 49 | 10-04-2016 | Monte-Carlo Rolex Masters, Monte-Carlo                     | Masters 1000                                        | 3 748 925 €                                         | Terre (ext.)                                        | Pierre-Hugues Herbert Nicolas Mahut                 | Jamie Murray Bruno Soares                           | 4-6, 6-0, [10-6]                                    | Tableau                                             |
| 50 | 16-04-2017 | Monte-Carlo Rolex Masters, Monte-Carlo                     | Masters 1000                                        | 4 273 775 €                                         | Terre (ext.)                                        | Rohan Bopanna Pablo Cuevas                          | Feliciano López Marc López                          | 6-3, 3-6, [10-4]                                    | Tableau                                             |
| 51 | 15-04-2018 | Rolex Monte-Carlo Masters, Monte-Carlo                     | Masters 1000                                        | 4 872 105 €                                         | Terre (ext.)                                        | Bob Bryan Mike Bryan                                | Oliver Marach Mate Pavić                            | 7-65, 6-3                                           | Tableau                                             |
| 52 | 14-04-2019 | Rolex Monte-Carlo Masters, Monte-Carlo                     | Masters 1000                                        | 5 207 405 €                                         | Terre (ext.)                                        | Nikola Mektić Franko Škugor                         | Robin Haase Wesley Koolhof                          | 63-7, 7-63 [11-9]                                   | Tableau                                             |
|    | 2020       | Pas de tournoi en raison de la pandémie de Covid-19        | Pas de tournoi en raison de la pandémie de Covid-19 | Pas de tournoi en raison de la pandémie de Covid-19 | Pas de tournoi en raison de la pandémie de Covid-19 | Pas de tournoi en raison de la pandémie de Covid-19 | Pas de tournoi en raison de la pandémie de Covid-19 | Pas de tournoi en raison de la pandémie de Covid-19 | Pas de tournoi en raison de la pandémie de Covid-19 |
| 53 | 11-04-2021 | Rolex Monte-Carlo Masters, Monte-Carlo                     | Masters 1000                                        | 2 082 960 €                                         | Terre (ext.)                                        | Nikola Mektić Mate Pavić                            | Daniel Evans Neal Skupski                           | 6-3, 4-6, [10-7]                                    | Tableau                                             |
| 54 | 10-04-2022 | Rolex Monte-Carlo Masters, Monte-Carlo                     | Masters 1000                                        | 5 415 410 €                                         | Terre (ext.)                                        | Rajeev Ram Joe Salisbury                            | Juan Sebastián Cabal Robert Farah                   | 6-4, 3-6, [10-7]                                    | Tableau                                             |
| 55 | 09-04-2023 | Rolex Monte-Carlo Masters, Monte-Carlo                     | Masters 1000                                        | 5 779 335 €                                         | Terre (ext.)                                        | Ivan Dodig Austin Krajicek                          | Romain Arneodo Tristan-Samuel Weissborn             | 6-0, 4-6, [14-12]                                   | Tableau                                             |
| 56 | 07-04-2024 | Rolex Monte-Carlo Masters, Monte-Carlo                     | Masters 1000                                        | 5 950 575 €                                         | Terre (ext.)                                        | Sander Gillé Joran Vliegen                          | Marcelo Melo Alexander Zverev                       | 5-7, 6-3, [10-5]                                    | Tableau                                             |
| 57 | 06-04-2025 | Rolex Monte-Carlo Masters, Monte-Carlo                     | Masters 1000                                        | 6 128 940 €                                         | Terre (ext.)                                        | Romain Arneodo Manuel Guinard                       | Julian Cash Lloyd Glasspool                         | 1-6, 7-68, [10-8]                                   | Tableau                                             |

## Palmarès dames

### Simple
- 1896  K. Booth (GB) ou Mlle Guillon (Fra)
- 1898  Marguerite Chalier (Fra) d. Vera Warden (USA)
- 1899  E.L. Bosworth (GB) d. Miss Holland 6-1 6-0 (Handicap)
- 1901  Blanche Bingley Hillyard (GB) d. Mildred Brooksmith (GB) 6-2 6-1
- 1902  Clara von der Schulenburg (Ger) d. Mildred Brooksmith (GB) 6-2 6-3
- 1903  Toupie Lowther (GB) d. Mildred Brooksmith (GB) 6-3 6-1
- 1904  Margherita de Robiglio (Ita) d. Clara von der Schulenburg (Ger) 6-2 6-2
- 1905  Dorothea Douglass (GB) d. Connie Wilson (GB) 6-4 6-1
- 1906  Gwendoline Eastlake-Smith d. Amy Ransome (GB) 6-4 6-2
- 1907  Gwendoline Eastlake-Smith d. Rosamund Salusbury (GB) 6-4 4-6 6-4
- 1908  Gwendoline Eastlake-Smith d. Evelyn Dillon (GB) 6-3 6-4
- 1909  Alice Greene (GB) d. Clara von der Schulenburg (Ger) 4-6 6-2 6-4
- 1910  Rosamund Salusbury (GB) d. Mildred Brooksmith (GB) 4-6 6-2 6-2
- 1911  Rosamund Salusbury (GB) d. Blanche Duddell Colston (GB) 6-2 6-4
- 1912  Jessie Tripp (GB) d. Margaret Tripp (GB) default
- 1913  Madeline Fisher O'Neill (GB) d. Elizabeth Ryan (USA) 6-3 8-6
- 1914  Dorothea Douglass Chambers (GB) d. Elizabeth Ryan (USA) 6-4 6-1
- 1919  Suzanne Lenglen d. Doris Henrotin Wolfson 6-0 6-0
- 1920  Suzanne Lenglen d. Elizabeth Ryan (USA) 6-1 6-2
- 1921  Suzanne Lenglen d. Elizabeth Ryan (USA) 6-2 6-0
- 1922  Elizabeth Ryan d. Geraldine Ramsey Beamish (GB) 6-2 6-1
- 1923  Kitty McKane (GB) d. Elizabeth Ryan (USA) 7-5 4-6 6-2
- 1924  Elizabeth Ryan d. Phyllis Carr Satterthwaite (GB) 6-2 6-2
- 1925 Annulé en raison de la pluie
- 1926  Helen Wills d. Lili de Alvarez (Esp) 6-2 6-3
- 1927  Elizabeth Ryan d. Phyllis Carr Satterthwaite (GB) 6-3 6-4
- 1928  Eileen Bennett (GB) d. Cristobel Hardie (GB) 6-3 7-5
- 1929  Betty Nuthall (GB) d. Eileen Bennett (GB) 7-5 5-7 6-4
- 1930  Cilly Aussem d. Simonne Mathieu 6-2 6-1
- 1931  Simonne Mathieu d. Phyllis Carr Satterthwaite (GB) 4-6 6-4 7-5
- 1932  Simonne Mathieu d. Sheila Hewitt (GB) 6-1 6-4
- 1933  Lolette Payot d. Simonne Mathieu 6-0 6-4
- 1934  Sylvia Jung d. Muriel Thomas (GB) default
- 1935  Simonne Mathieu d. Lucia Valerio (Ita) 6-2 6-4
- 1936  Simonne Mathieu d. Jadwiga Jedrzejowska (Pol) 6-1 6-4
- 1937  Hilde Sperling d. Simonne Mathieu 8-6 abd
- 1938  Jadwiga Jędrzejowska d. Peggy Scriven (GB) 6-4 6-3
- 1939  Hilde Sperling d. Simonne Mathieu 7-5 6-8 6-3

| No       | Date       | Nom et lieu du tournoi                | Catégorie | Dotation  | Surface      | Vainqueure                | Finaliste                | Score              |         |
| -------- | ---------- | ------------------------------------- | --------- | --------- | ------------ | ------------------------- | ------------------------ | ------------------ | ------- |
| #        | 1946       | Coupe Faucigny Lucinge, Monte-Carlo   |           | NC        | Terre (ext.) | Alice Weiwers             | Yvonne Hoyaux Vincart    | 6-3; 6-2           |         |
| #        | 31-03-1947 | Coupe Faucigny Lucinge, Monte-Carlo   |           | NC        | Terre (ext.) | Magda Rurac               | Jean Bostock             | 6-3, 6-8, 6-2      |         |
| #        | 29-03-1948 | Coupe Faucigny Lucinge, Monte-Carlo   |           | NC        | Terre (ext.) | Zsuzsa Körmöczy           | Manuela Bologna          | 6-0, 6-1           |         |
| #        | 1949       | Coupe Faucigny Lucinge, Monte-Carlo   |           | NC        | Terre (ext.) | Annelies Bossi            | Anne-Marie Seghers       | 6-2, 6-3           |         |
| #        | 1950       | Coupe Faucigny Lucinge, Monte-Carlo   |           | NC        | Terre (ext.) | Jean Bridger Walker-Smith | Anne-Marie Simon Seghers | 7-5, 6-3           |         |
| #        | 1951       | Coupe Faucigny Lucinge, Monte-Carlo   |           | NC        | Terre (ext.) | Doris Hart                | Shirley Fry              | 6-3, 6-3           |         |
| #        | 1952       | Coupe Faucigny Lucinge, Monte-Carlo   |           | NC        | Terre (ext.) | Zsuzsa Körmöczy           | Hella Kovac Strecker     | 7-5, 7-5           |         |
| #        | 29-03-1953 | Coupe Faucigny Lucinge, Monte-Carlo   |           | NC        | Terre (ext.) | Dorothy Knode             | Totta Zehden             | 7-5, 10-12, 6-4    |         |
| #        | 1954       | Coupe Faucigny Lucinge, Monte-Carlo   |           | NC        | Terre (ext.) | Silvana Lazzarino         | Jacqueline Kermina       | 3-6, 6-2, 6-4      |         |
| #        | 1955       | Coupe Faucigny Lucinge, Monte-Carlo   |           | NC        | Terre (ext.) | Pat Ward                  | Shirley Bloomer          | 6-4, 6-2           |         |
| #        | 1956       | Coupe Faucigny Lucinge, Monte-Carlo   |           | NC        | Terre (ext.) | Althea Gibson             | Shirley Bloomer          | 6-4, 6-4           |         |
| #        | 1957       | Coupe Faucigny Lucinge, Monte-Carlo   |           | NC        | Terre (ext.) | Annelies Ullstein         | Yola Ramirez             | 6-2, 6-1           |         |
| #        | 1958       | Coupe Faucigny Lucinge, Monte-Carlo   |           | NC        | Terre (ext.) | Zsuzsa Körmöczy           | Mimi Arnold              | 6-2, 6-3           |         |
| #        | 1959       | Coupe Faucigny Lucinge, Monte-Carlo   |           | NC        | Terre (ext.) | Zsuzsa Körmöczy           | Yola Ramirez             | 7-5, 1-6, 6-3      |         |
| #        | 1960       | Coupe Faucigny Lucinge, Monte-Carlo   |           | NC        | Terre (ext.) | Zsuzsa Körmöczy           | Yola Ramirez             | 6-3, 6-2           |         |
| #        | 27-03-1961 | Coupe Faucigny Lucinge, Monte-Carlo   |           | NC        | Terre (ext.) | Margaret Smith            | Elizabeth Starkie        | 4-6, 6-1, 6-1      | Tableau |
| #        | 16-04-1962 | Coupe Faucigny Lucinge, Monte-Carlo   |           | NC        | Terre (ext.) | Zsuzsa Körmöczy           | Flo de la Courtie        | 6-3, 6-2           |         |
| #        | 08-04-1963 | Coupe Faucigny Lucinge, Monte-Carlo   |           | NC        | Terre (ext.) | Lesley Turner             | Jan Lehane               | 5-7, 8-6, 6-2      |         |
| #        | 23-03-1964 | Coupe Faucigny Lucinge, Monte-Carlo   |           | NC        | Terre (ext.) | Christine Truman          | Jan Lehane               | 6-4, 3-6, 6-4      |         |
| #        | 12-04-1965 | Coupe Faucigny Lucinge, Monte-Carlo   |           | NC        | Terre (ext.) | Françoise Dürr            | Helga Schultze           | 7-5, 6-3           |         |
| #        | 04-04-1966 | Coupe Faucigny Lucinge, Monte-Carlo   |           | NC        | Terre (ext.) | Helga Niessen             | Lea Pericoli             | 6-2, 6-2           |         |
| #        | 21-03-1967 | Coupe Faucigny Lucinge, Monte-Carlo   |           | NC        | Terre (ext.) | Helga Schultze            | Gail Sherriff            | 6-4, 6-2           |         |
| #        | 08-04-1968 | Coupe Faucigny Lucinge, Monte-Carlo   |           | NC        | Terre (ext.) | Vlasta Vopičková          | Marilyn Aschner          | 6-4, 3-6, 6-3      |         |
| Ère Open |            |                                       |           |           |              |                           |                          |                    |         |
| #        | 15-04-1969 | Monte Carlo Open, Monte-Carlo         |           | NC        | Terre (ext.) | Ann Jones                 | Virginia Wade            | 6-1, 6-3           |         |
| #        | 14-04-1970 | Monegasque Open, Monte-Carlo          |           | 20 275 $  | Terre (ext.) | Helga Niessen             | Kerry Melville           | 6-4, 6-1           |         |
| 2        | 05-04-1971 | Monte Carlo Open, Monte-Carlo         |           | NC        | Terre (ext.) | Gail Chanfreau            | Betty Stöve              | 6-4, 4-6, 6-4      | Tableau |
| #        | 27-03-1972 | Monte Carlo Open, Monte-Carlo         |           | 20 000 $  | Terre (ext.) | Ingrid Bentzer            | Helga Masthoff           | 7-5, 6-3           |         |
| #        | 16-04-1973 | Craven Monte Carlo Chmps, Monte-Carlo |           | NC        | Terre (ext.) | Fiorella Bonicelli        | Renáta Tomanová          | 6-4, 6-2           |         |
| #        | 08-04-1974 | Monte Carlo Open, Monte-Carlo         |           | NC        | Terre (ext.) | Gail Chanfreau            | Heide Orth               | 6-5, ab.           |         |
| 3        | 12-04-1976 | Monte Carlo Open, Monte-Carlo         |           | NC        | Terre (ext.) | Helga Masthoff            | Fiorella Bonicelli       | 6-4, 6-2           |         |
| 4        | 22-07-1981 | Kim Top Line Cup, Monte-Carlo         |           | 150 000 $ | Terre (ext.) | Sylvia Hanika             | Hana Mandlíková          | 2-6, 6-3, 5-6, ab. | Tableau |
| 5        | 12-07-1982 | Kim Top Line Cup, Monte-Carlo         | Series 3  | 100 000 $ | Terre (ext.) | Virginia Ruzici           | Bonnie Gadusek           | 6-2, 7-6           | Tableau |

### Double
| No       | Date       | Nom et lieu du tournoi           | Catégorie | Dotation  | Surface      | Vainqueures                                 | Finalistes                            | Score         |         |
| -------- | ---------- | -------------------------------- | --------- | --------- | ------------ | ------------------------------------------- | ------------------------------------- | ------------- | ------- |
| 1        | 1926       | Beaumont Cup Monte-Carlo         |           | NC        | Terre (ext.) | Suzanne Lenglen Julie Vlasto                |                                       | NC            |         |
| 2        | 1927       | Beaumont Cup Monte-Carlo         |           | NC        | Terre (ext.) | Mrs Corbiere Elisabeth Ryan                 |                                       | NC            |         |
| 3        | 1928       | Beaumont Cup Monte-Carlo         |           | NC        | Terre (ext.) | Ermyntrude Harvey Dorothea Lambert Chambers |                                       | NC            |         |
| 4        | 1929       | Beaumont Cup Monte-Carlo         |           | NC        | Terre (ext.) | Phyllis Covell Betty Nuthall                |                                       | NC            |         |
| 5        | 1930       | Beaumont Cup Monte-Carlo         |           | NC        | Terre (ext.) | Simone Barbier Simonne Mathieu              |                                       | NC            |         |
| 6        | 1931       | Beaumont Cup Monte-Carlo         |           | NC        | Terre (ext.) | Eileen Bennett Betty Nuthall                |                                       | NC            |         |
| 7        | 1932       | Beaumont Cup Monte-Carlo         |           | NC        | Terre (ext.) | Simonne Mathieu Colette Rosambert           |                                       | NC            |         |
| 8        | 1933       | Beaumont Cup Monte-Carlo         |           | NC        | Terre (ext.) | Dorothy Andrus Burke Elisabeth Ryan         |                                       | NC            |         |
| 9        | 1934       | Beaumont Cup Monte-Carlo         |           | NC        | Terre (ext.) | Muriel Thomas Billie Yorke                  |                                       | NC            |         |
| 10       | 1935       | Beaumont Cup Monte-Carlo         |           | NC        | Terre (ext.) | Muriel Thomas Billie Yorke                  |                                       | NC            |         |
| 11       | 1936       | Beaumont Cup Monte-Carlo         |           | NC        | Terre (ext.) | Edith Belliard Simonne Mathieu              |                                       | NC            |         |
| 12       | 1937       | Beaumont Cup Monte-Carlo         |           | NC        | Terre (ext.) | Colette Boegner Simonne Mathieu             |                                       | NC            |         |
| 13       | 1938       | Beaumont Cup Monte-Carlo         |           | NC        | Terre (ext.) | Colette Boegner Simonne Mathieu             |                                       | NC            |         |
| 14       | 1939       | Iliffe Trophy Monte-Carlo        |           | NC        | Terre (ext.) | Nelly Landry Simonne Mathieu                |                                       | NC            |         |
| 15       | 1947       | Iliffe Trophy Monte-Carlo        |           | NC        | Terre (ext.) | Jean Bostock Mrs Peters                     | Jacqueline Patorni Anne-Marie Seghers | 6-1, 6-1      |         |
| 16       | 1948       | Iliffe Trophy Monte-Carlo        |           | NC        | Terre (ext.) | Zsuzsa Körmöczy Martha Peterdy              | Myrtil Brunnarius Paulette Fritz      | 6-3, 2-6, 6-0 |         |
| 17       | 1949       | Iliffe Trophy Monte-Carlo        |           | NC        | Terre (ext.) | Arlette Halff Anne-Marie Seghers            |                                       | NC            |         |
| 18       | 09-04-1950 | Iliffe Trophy Monte-Carlo        |           | NC        | Terre (ext.) | Gussy Moran Barbara Scofield                | Joy Hibbert Jean Walker-Smith         | 6-2, 6-4      |         |
| 19       | 1951       | Iliffe Trophy Monte-Carlo        |           | NC        | Terre (ext.) | Shirley Fry Doris Hart                      |                                       | NC            |         |
| 20       | 1952       | Iliffe Trophy Monte-Carlo        |           | NC        | Terre (ext.) | Susan Partridge Jean Rinkel-Quertier        |                                       | NC            |         |
| 21       | 30-03-1953 | Iliffe Trophy Monte-Carlo        |           | NC        | Terre (ext.) | Joan Curry Pat Ward                         | Zsuzsa Broz Totta Zehden              | NC            |         |
| 22       | 1954       | Iliffe Trophy Monte-Carlo        |           | NC        | Terre (ext.) | Joan Curry Pat Ward                         |                                       | NC            |         |
| 23       | 1955       | Iliffe Trophy Monte-Carlo        |           | NC        | Terre (ext.) | Shirley Bloomer Angela Buxton               | Josette Billaz Susan Chatrier         | 5-7,6-4, 6-0  |         |
| 24       | 1956       | Iliffe Trophy Monte-Carlo        |           | NC        | Terre (ext.) | Shirley Bloomer Pat Hird                    |                                       | NC            |         |
| 25       | 1957       | Iliffe Trophy Monte-Carlo        |           | NC        | Terre (ext.) | Ginette Bucaille Susan Chatrier             |                                       | NC            |         |
| 26       | 1958       | Iliffe Trophy Monte-Carlo        |           | NC        | Terre (ext.) | Yola Ramírez Rosa Maria Reyes               | Ginette Bucaille Susan Chatrier       | 6-2, 6-2      |         |
| 27       | 1959       | Iliffe Trophy Monte-Carlo        |           | NC        | Terre (ext.) | Monique Coste Maud Galtier                  |                                       | NC            |         |
| 28       | 1960       | Iliffe Trophy Monte-Carlo        |           | NC        | Terre (ext.) | Yola Ramírez Rosie Darmon                   |                                       | NC            |         |
| #        | 27-03-1961 | Faucigny Lucinge Cup Monte-Carlo |           | NC        | Terre (ext.) | Françoise Dürr Danièle Wild                 | Carmen Coronado Christiane Mercelis   | 0-6, 8-6, 6-2 | Tableau |
| 29       | 27-03-1961 | Iliffe Trophy Monte-Carlo        |           | NC        | Terre (ext.) | Lucia Bassi Maria-Teresa Riedl              | Margaret Smith Lesley Turner          | 6-3, 6-4      | Tableau |
| 30       | 1962       | Iliffe Trophy Monte-Carlo        |           | NC        | Terre (ext.) | Florence de la Courtie Françoise Dürr       |                                       | NC            |         |
| 31       | 1963       | Iliffe Trophy Monte-Carlo        |           | NC        | Terre (ext.) | Jan Lehane Lesley Turner                    |                                       | NC            |         |
| 32       | 1964       | Iliffe Trophy Monte-Carlo        |           | NC        | Terre (ext.) | Sylvana Lazzarino Lea Pericoli              | Heide Schildknecht Helga Schultze     | 2-6, 6-0, 6-1 |         |
| 33       | 1965       | Iliffe Trophy Monte-Carlo        |           | NC        | Terre (ext.) | Sylvana Lazzarino Lea Pericoli              |                                       | NC            |         |
| 34       | 1966       | Iliffe Trophy Monte-Carlo        |           | NC        | Terre (ext.) | Sylvana Lazzarino Lea Pericoli              |                                       | NC            |         |
| 35       | 1967       | Iliffe Trophy Monte-Carlo        |           | NC        | Terre (ext.) | Jill Cottrill Gail Sherriff                 |                                       | NC            |         |
| 36       | 1968       | Iliffe Trophy Monte-Carlo        |           | NC        | Terre (ext.) | Carol Sherriff Gail Sherriff                |                                       | NC            |         |
| Ère Open |            |                                  |           |           |              |                                             |                                       |               |         |
| 37       | 1969       | Monte Carlo Open Monte-Carlo     |           | NC        | Terre (ext.) | Ann Jones Virginia Wade                     |                                       | NC            |         |
| 38       | 1970       | Monte Carlo Open Monte-Carlo     |           | NC        | Terre (ext.) | Gail Chanfreau Françoise Dürr               |                                       | NC            |         |
| 39       | 05-04-1971 | Monte Carlo Open Monte-Carlo     |           | NC        | Terre (ext.) | Katja Ebbinghaus Betty Stöve                | Lucia Bassi Lea Pericoli              | 6-4, 6-3      | Tableau |
| 40       | 1972       | Monte Carlo Open Monte-Carlo     |           | NC        | Terre (ext.) | Lucia Bassi Lea Pericoli                    |                                       | NC            |         |
| 41       | 1973       | Monte Carlo Open Monte-Carlo     |           | NC        | Terre (ext.) | Ingrid Bentzer Mimi Wikstedt                |                                       | NC            |         |
| 42       | 1974       | Monte Carlo Open Monte-Carlo     |           | NC        | Terre (ext.) | Gail Chanfreau Rosie Darmon                 |                                       | NC            |         |
| 43       | 1975       | Monte Carlo Open Monte-Carlo     |           | NC        | Terre (ext.) | Lucia Bassi Lea Pericoli                    | Gail Chanfreau Florence Guédy         | 7-5, 7-6      |         |
| 44       | 12-04-1976 | Monte Carlo Open Monte-Carlo     |           | NC        | Terre (ext.) | Katja Ebbinghaus Helga Masthoff             | Rosie Darmon Gail Sherriff            | 6-3, 7-5      |         |
| 45       | 12-07-1982 | Kim Top Line Cup Monte-Carlo     | Series 3  | 100 000 $ | Terre (ext.) | Virginia Ruzici Catherine Tanvier           | Pat Medrado Cláudia Monteiro          | 7-6, 6-2      | Tableau |